# BP 33-11-01
Tàu BP 33-11-01 thuộc biên chế của Hải đội 2, Bộ Chỉ huy Bộ đội Biên phòng Tỉnh Khánh Hòa, Bộ đội Biên phòng Việt Nam. Đóng tại Nha Trang, Khánh Hòa. Có nhiệm vụ tuần tra, sẵn sàng chiến đấu và cứu hộ cứu nạn trên biển.

## Hoạt động
Tham gia - Diễn tập tìm kiếm cứu nạn hàng hải năm 2012:
Ngày 21 tháng 7 năm 2012, Bộ Giao thông Vận tải Việt Nam đã tổ chức diễn tập phối hợp tìm kiếm cứu nạn hàng hải năm 2012 tại Vịnh Nha Trang, Khánh Hòa. Tham dự diễn tập có đại diện lãnh đạo Bộ Giao thông Vận tải Việt Nam; Trung tướng Trần Quang Khuê, Phó Tổng Tham mưu trưởng Quân đội Nhân dân Việt Nam, Phó chủ tịch thường trực Ủy ban quốc gia tìm kiếm cứu nạn và lãnh đạo tỉnh Khánh Hòa cùng gần 200 đại biểu các sở ban ngành tỉnh Khánh Hòa và các đơn vị Cục Hàng hải Việt Nam, Trung tâm Phối hợp Tìm kiếm cứu nạn Hàng hải Việt Nam, Bộ Chỉ huy Bộ đội Biên phòng Tỉnh Khánh Hòa, Học viện Hải quân cùng các cơ quan, đơn vị liên quan.
Tình huống giả định trong diễn tập, tàu cá đâm va với tàu nước ngoài ở khu vực biển Việt Nam. Tàu nước ngoài bị cháy mũi, khói bốc cao. Tàu cá của ngư dân trôi dạt trên biển, một số ngư dân bị rơi xuống biển. Các tàu tham gia diễn tập di chuyển hướng về vị trí tai nạn.
Tàu BP 33-11-01 của Hải đội 2 thuộc Bộ Chỉ huy Bộ đội Biên phòng Tỉnh Khánh Hòa có nhiệm vụ cứu ngư dân trong vụ tai nạn.